# Hoddesdon
Hoddesdon is een plaats in het bestuurlijke gebied Broxbourne, in het Engelse graafschap Hertfordshire. Hoddesdon ligt bij de samenvloeiing van de rivieren Stort en Lea. In 2011 telde de plaats 42.253 inwoners.